# 杨过
楊過，字改之，出生於江南，籍貫山東。金庸武俠小說《神鵰俠侶》中的男主角，為金庸小說中武功絕頂的高手之一。父母是《射鵰英雄傳》中的楊康和穆念慈（連載版（舊版）中生母為秦南琴），祖父母分别為楊鐵心和包惜弱；楊過亦是歐陽鋒之義子，小龍女之徒與丈夫，程英、陸無雙及郭襄的義兄，郭靖、黄蓉的義姪。自幼喪父，十一歲前由母親獨自養大。因一生深受郭靖大仁大義、為國為民、忠義等精神和品格的影響，加上黃蓉在其年幼時的教育，才不至於誤入歧途，重蹈父親楊康覆轍。
外貌極為俊美，智商聰明絕頂，或能比肩黃蓉，但出身貧寒，導致性格自卑偏激，常因為激憤，而衝動行事。
在書中初期雖不到二十歲，但因資質奇佳，武功在平輩之中屬最高者；中期斷臂之後遇重劍奇遇，重陽宮大戰以玄鐵重劍擊敗蒙古三傑，將尹克西的金龍鞭震得寸寸斷絕，甚至和金輪法王打成平手。與小龍女分别十六年後武藝大成，以部分九陰真經、玉女心經、蛤蟆功、玉簫劍法等武功及在山洪海潮中練成的剛猛內勁合拼，自創黯然銷魂掌，帶著人皮面具在江湖上行俠仗義被尊稱為“神鵰大俠”或“神鵰俠”。肉身接瑛姑三掌「寒陰箭」而毫髮無傷，在神鵰俠侶結束時，已為當世武功最高者之一，與周伯通及郭靖齊名，連黃藥師、一燈大師也自嘆不如，在第三次華山論劍時被封為“西狂”。

## 生平

### 射鵰英雄傳
楊過乃楊康的遺子，生母為穆念慈（連載版中楊過的生母是秦南琴）。在《射鵰英雄傳》曾短暫提及穆念慈與楊過之事：郭靖與黃蓉在救了險遭彭長老侮辱的穆念慈後，由郭靖（新修版是黃蓉）替楊過取名為「過」、字「改之」，盼望楊過在日後能夠知錯能改，勿踏入父親的歧途。

### 神鵰俠侶
自幼便由母親穆念慈撫養長大，在楊過十一歲那年，穆念慈因病逝去，楊過按照母親的遺願將其骨灰安葬於嘉興鐵槍廟外，其後開始自力更生。在十四歲時偶遇因逆練《九陰真經》而走火入魔以致瘋癲的「西毒」歐陽鋒，被误认为他儿子欧阳克而拜其為義父，更獲傳授蛤蟆功；後來遇上郭靖夫婦並被帶往桃花島居住，與武氏兄弟及郭芙四人一同拜郭靖、黃蓉為師，然而在島上黃蓉因憶起其父親楊康的奸詐而只教楊過讀書，並沒有傳授任何武功。
在島上寄居數月後，因與武修文、武敦儒兩兄弟及郭芙不合，在一次爭端中以蛤蟆功打昏武修文，引起柯鎮惡極度不悅，要求將楊過送離桃花島。郭靖無奈之下只好断绝与杨过的师徒关系，并將楊過帶至全真派門下，楊過卻不幸地成為趙志敬的弟子，趙志敬不但沒有傳授全真教武功，更多次欺負楊過；在一次比試中，楊過因沒學到任何全真武功而在危急之時施展蛤蟆功還擊，將師兄鹿清篤打至重傷後逃走，幸得居住在古墓裡的孫婆婆所救，但孫婆婆偷襲卻不幸被郝大通反擊誤殺，在臨死前懇請小龍女收楊過為徒，令楊過成為古墓派創派以來第一位男弟子。其後數年間，楊龍二人因同住古墓之內，修練玉女心經，及後抵擋李莫愁時患難與共，情愫漸生，卻因二人為師徒關係，不受當時世俗禮教所認同，不過他和小龍女的戀情卻得到「東邪」黃藥師的支持和贊同，楊過也因而與他成為忘年之交。
楊過因為自幼喪父，故從小就想像父親是英雄好漢，卻不幸遭仇敵殺害；楊過一直懷疑他父親的死與郭靖、黃蓉有關，便假裝為父親的鬼魂迫問曲傻姑，然而她含糊的答案使楊過誤以為郭靖乃殺父殺人，竟然投敵蒙古，打算利用郭靖與他的親情暗殺之，對忽必烈說出「小人在郭靖家住過幾年，也曾幫他出力，他對我絕無防備之心。」但在襄陽城牆上看到郭靖領導群雄與蒙古軍作戰時所表現出的光明磊落後，便猜想傻姑的話或有不實之處，更似乎另有隱情，於是在蒙古大營中協助郭靖返回襄陽城。
楊過被郭芙斬斷右臂後，因禍得福地遇到了神鵰，服食了多枚菩斯曲蛇的膽臟後內力大進，更在神鵰的指引下習得已故前輩「劍魔」獨孤求敗的内功修練方法和玄鐵劍法，武功因而大進，勉強擊退金輪國師。與小龍女在重陽宮中成親並返回古墓，但當楊過在古墓中為小龍女逆運經脈療傷時，小龍女先被李莫愁的五毒神掌毒害，爾後又被郭芙誤會為李莫愁，以冰魄銀針射中，導致毒氣侵入經脈，使小龍女無藥可救。
在絕情谷中，小龍女因不忍拖累楊過而跳下深谷，並訂下十六年之約；而楊過便在這十六年間潛心修練武功，最終武藝大成，使其武學造修為已不下於中原武林的絕頂高手如黃藥師、一燈大師、周伯通、郭靖、金輪國師等人。在此期間因心中思念小龍女，領悟出威力驚人的「黯然銷魂掌」。在這十六年間，楊過隱居於東海之濱修練內功和劍術，及後自覺劍法大成，某日心有所感，便與神鵰一起行走江湖，憑藉精湛的武藝在江湖上行俠仗義，被江湖人士尊稱為「神鵰大俠」；期間楊過亦偶遇了郭靖、黃蓉之次女郭襄，並得到了郭襄的愛慕。
在嘉興鐵槍廟中，楊過從柯鎮惡等人的對話中得知當年郭楊兩家與金國趙王完顏洪烈之恩怨情仇，以及他父親卑劣的過去和死因後，便託柯鎮惡將丘處機所立的墓碑撤去，換上新的石碑。碑上刻著「先父楊府君康之墓，不肖子楊過謹立」，矢志要替父親洗去生前的恥辱及贖罪，並決定與郭家和解，不讓仇恨持續下去。
十六年後在絕情谷底與小龍女重逢後，二人趕到襄陽城抵禦蒙古軍進襲；在高台上與金輪國師決鬥，幾經艱苦，最終使出「黯然銷魂掌」將其擊敗，救回郭襄。接著救出耶律齊及其殘餘部隊，並以飛石貫胸擊斃蒙古大汗蒙哥，蒙古軍因此陡然大亂而被迫撤退，襄陽得以暫保十三年。襄陽一役後，不但楊過的俠名遠播，「神鵰大俠」的傳奇故事也在民間廣為流傳。
在第三次華山論劍中，楊過取代義父歐陽鋒成為「天下五絕」之一，號稱「西狂」，和東邪、南僧、北俠、中頑童齊名，最終與小龍女隱居終南山，從此絕跡江湖。
《倚天屠龍記》中出現了疑似楊過與小龍女的後人，詳見黃衫女子。

## 武功
楊過生平所學武功之雜，可能乃金庸武俠小說中第一人；單是天下五絶高手當中，除南帝一燈大師外，其餘四絕武學，楊過皆曾涉獵修習過，且跟隨妻子小龍女練就一身古墓派絶學，其武功之淵博堪稱當世第一人，由於修習的武功眾多，以下只列出部分武功。
逆轉經脈
西毒歐陽鋒傳授。
所有經脈顛倒移位，免疫封穴。由歐陽鋒逆練《九陰真經》意外練成，雖功力大增，但使人走火入魔、神智不清，楊過只練得皮毛故未傷身。
全真劍法
於王重陽在古墓派留下的石壁刻畫上習得。
七剑七式，共七七四十九式，變化精微，穩重端嚴。
玉女劍法
於林朝英在古墓派留下的石壁刻畫上習得。
剑招凌厉，而且讲究丰神脱俗，姿式娴雅，飘身而进，姿态飘飘若仙。因古墓第一代掌門林朝英所創，原為克制全真劍法而生。可與全真劍法雙劍合壁成玉女素心劍法。
美女拳法
小龍女傳授。
拳法每一招都是模拟一位古代美女，将千百年来美女变幻莫测的神韵仪态化入其中。招数名称极有诗意，每一招都出自一个历史典故，施展出来或步步生莲，或依依如柳，于婀娜妩媚中击敌制胜。
玉蜂針法
乃是細如毛髮的金針，六成黃金、四成精鋼，以玉蜂尾刺上毒液沾過，雖然細小，但因黃金沉重，擲出時仍可及遠。
冰魄銀針
針身鏤刻花紋，打造精緻。此針劇毒無比，一碰即中毒，皮膚全成黑色，若被碰破皮膚，頃刻便要喪命。
蛤蟆功
西毒歐陽鋒傳授。
西域白駝山嫡傳的神功，西毒歐陽鋒的絕技。发功时蹲在地下，双手弯与肩齐，嘴里发出咯咯叫声，宛似一只大青蛙作势相扑，此功纯系以静制动，全身蓄劲涵势，韵力不吐，只要敌人一施攻击，立时便有猛烈无比的劲道反击出来，威力極大。
玉簫劍法
東邪黃藥師傳授。
桃花島一絕，剑式潇洒俊雅，劍招精妙，使用時亦十分有雅興，專功穴道、小腹，勁、腰等位置，剋敵制勝，讓其退無可退，盡在自己掌握之內，是一路自手持玉箫中演化出的剑法。受「東邪」黃藥師所傳。
彈指神通
東邪黃藥師傳授。
右手中指曲起，扣在拇指之下彈出，手法精微奧妙，射程甚遠，速度勁急之極，力道強勁異常，破空之聲異常響亮，可用於彈落敵兵器，及彈敵穴道。受「東邪」黃藥師所傳。
打狗棒法
北丐洪七公傳授外功棍招，黃蓉傳授口訣與心法。
丐幫鎮幫之寶，是丐幫主代代相傳的三十六路棒法，輕動靈便，變化精微，招術奇妙，共有絆、劈、纏、戳、挑、引、封、轉八訣。
楊過在雪山上受洪七公傳授棒法，後由黃蓉授其口訣，成為除新修版《天龍八部》的虛竹外，第一名非丐幫幫主而習得打狗棒法之人。
靈蛇杖法
歐陽鋒傳授。
含有棒法、棍法、杖法的路子，招數繁複。於華山之上傳授，對抗洪七公的打狗棒法。
九陰真經
射鵰三部曲兩大絕學之一（另一絕學為九陽神功），於王重陽留在古墓派的棺蓋上習得，王重陽以其作為破解玉女心經的獨門絕學（只看不練）。
周伯通、郭靖、黃蓉等人先後習得全篇而成超越舊五絕的高手，後來由楊過、小龍女夫婦共同習得一部分，並將全篇傳授予後人。
玉女心經
其為古墓派絕學心法，需有兩人裸體排除熱氣，共修相輔相成，否則易走火入魔，林朝英修煉該武功是與丫鬟共修，而小龍女則是與楊過共同修煉。《神雕侠侣》中讲述，玉女心经是由当年古墓派祖师林朝英独居古墓时创下。
與其他武學內功作用大異，修練越高，力氣不變，但身法卻更加迅速敏捷。
林朝英撰述玉女心经，虽是要克制全真派武功以及九陰真經，但因其对王重阳始终情意不减，所以撰述到最后一章玉女素心剑之时，林朝英幻想终有一日能与意中人并肩击敌，因之玉女心经的最后这一章的武术特别地有转喻之意。
黯然銷魂掌
楊過自創武功。
集楊過所識武學之大成的一十七招掌法，在思念小龍女的悲戚情緒下創作而成，獲周伯通推崇為「近年最厲害的武功」。這路武功身與心合，在生離死別、黯然銷魂之時，才能發揮出絕大威力；反之若心中無此感覺，則發揮不出掌法的精微之處。當襄陽城外營救郭襄一役，楊過於敵陣火台上再遇宿敵金輪法王時，法王已練就龍象般若功第十層，自信單打獨鬥世上無人能敵，而較早時周伯通也默認單打獨鬥未必能勝他。其時楊過以空手鏖戰金輪法王二百餘招，因金輪法王攻擊郭襄，為救郭襄而受傷，本已漸感不支，但當自覺必死，要和小龍女永訣時，便再激發黯然銷魂掌的威力，只五招即能取勝並且重創法王，將其打下高台，其威力之強達匪夷所思之境。此掌法若無黯然銷魂之心情則威力大大減弱，如周伯通雖學過此路掌法，但心中一直無此愁緒，使將出來便差之毫釐，故楊過與小龍女重逢之後便很少施展。

## 影視形象

### 劇集
- 羅樂林：香港佳藝電視《神鵰俠侶》（1976年）
- 劉德華：香港無綫電視《神鵰俠侶》（1983年）
- 孟　飛：台灣中視《神鵰俠侶》（1984年）
- 古天樂：香港無綫電視《神鵰俠侶》（1995年）
- 任賢齊：台灣台視《神鵰俠侶》（1998年）
- 李铭顺：新加坡新傳媒《神鵰俠侶》（1998年）
- 黃曉明：中國中央電視台《神鵰俠侶》（2006年）
- 陳　曉：中國大陸華夏視聽、於正工作室聯合出品《神鵰俠侶》（2014年）
- 佟梦实：中國大陸芒果娛樂、盛夏星空傳媒聯合出品《新神鵰俠侶》（待播）

### 電影
- 謝　賢：《神鵰俠侶》（1960年），香港粵語長片，峨嵋電影公司
- 傅　聲：《神鵰俠侶》（1982年），邵氏公司
- 張國榮：《楊過與小龍女》（1982年），邵氏公司
- 梁家仁：《神鵰英雄》（1984年），藝登影業（香港）有限公司

### 動畫
- 何志威、浪川大輔、蘇強文配音：《神鵰俠侶》（2003年）、《神鵰俠侶II襄陽風雲》（2004年）、《神鵰俠侶III相約十六年》（2007年）

## 相關人物
| 杨再兴 |        |        |        |        |        |      |      |        |        |        |        |                               |        |        |        |          |          |          |          |          |          |  |  |        |        |        |        |        |        |  |  |      |      |      |      |      |      |
|        |        |        |        |        |        |      |      |        |        |        |        |                               |        |        |        |          |          |          |          |          |          |  |  |        |        |        |        |        |        |  |  |      |      |      |      |      |      |
|        |        |        |        |        |        |      |      |        |        |        |        |                               |        |        |        |          |          |          |          |          |          |  |  |        |        |        |        |        |        |  |  |      |      |      |      |      |      |
| 楊鐵心 | 楊鐵心 | 楊鐵心 | 楊鐵心 | 楊鐵心 | 楊鐵心 |      |      | 包惜弱 | 包惜弱 | 包惜弱 | 包惜弱 | 包惜弱                        | 包惜弱 |        |        | 完顏洪烈 | 完顏洪烈 | 完顏洪烈 | 完顏洪烈 | 完顏洪烈 | 完顏洪烈 |  |  |        |        |        |        |        |        |  |  |      |      |      |      |      |      |
| 楊鐵心 | 楊鐵心 | 楊鐵心 | 楊鐵心 | 楊鐵心 | 楊鐵心 |      |      | 包惜弱 | 包惜弱 | 包惜弱 | 包惜弱 | 包惜弱                        | 包惜弱 |        |        | 完顏洪烈 | 完顏洪烈 | 完顏洪烈 | 完顏洪烈 | 完顏洪烈 | 完顏洪烈 |  |  |        |        |        |        |        |        |  |  |      |      |      |      |      |      |
|        |        |        |        |        |        |      |      |        |        |        |        |                               |        |        |        |          |          |          |          |          |          |  |  |        |        |        |        |        |        |  |  |      |      |      |      |      |      |
|        |        |        |        | 楊康   | 楊康   | 楊康 | 楊康 | 楊康   | 楊康   |        |        | 穆念慈                        | 穆念慈 | 穆念慈 | 穆念慈 | 穆念慈   | 穆念慈   |          |          |          |          |  |  |        |        |        |        |        |        |  |  |      |      |      |      |      |      |
|        |        |        |        | 楊康   | 楊康   | 楊康 | 楊康 | 楊康   | 楊康   |        |        | 穆念慈                        | 穆念慈 | 穆念慈 | 穆念慈 | 穆念慈   | 穆念慈   |          |          |          |          |  |  |        |        |        |        |        |        |  |  |      |      |      |      |      |      |
|        |        |        |        |        |        |      |      |        |        |        |        |                               |        |        |        |          |          |          |          |          |          |  |  |        |        |        |        |        |        |  |  |      |      |      |      |      |      |
|        |        |        |        |        |        |      |      | 杨过   | 杨过   | 杨过   | 杨过   | 杨过                          | 杨过   |        |        | 小龍女   | 小龍女   | 小龍女   | 小龍女   | 小龍女   | 小龍女   |  |  | 耶律齐 | 耶律齐 | 耶律齐 | 耶律齐 | 耶律齐 | 耶律齐 |  |  | 郭芙 | 郭芙 | 郭芙 | 郭芙 | 郭芙 | 郭芙 |
|        |        |        |        |        |        |      |      | 杨过   | 杨过   | 杨过   | 杨过   | 杨过                          | 杨过   |        |        | 小龍女   | 小龍女   | 小龍女   | 小龍女   | 小龍女   | 小龍女   |  |  | 耶律齐 | 耶律齐 | 耶律齐 | 耶律齐 | 耶律齐 | 耶律齐 |  |  | 郭芙 | 郭芙 | 郭芙 | 郭芙 | 郭芙 | 郭芙 |
|        |        |        |        |        |        |      |      |        |        |        |        |                               |        |        |        |          |          |          |          |          |          |  |  |        |        |        |        |        |        |  |  |      |      |      |      |      |      |
|        |        |        |        |        |        |      |      |        |        |        |        |                               |        |        |        |          |          |          |          |          |          |  |  |        |        |        |        |        |        |  |  |      |      |      |      |      |      |
|        |        |        |        |        |        |      |      |        |        |        |        |                               |        |        |        |          |          |          |          |          |          |  |  |        |        |        |        |        |        |  |  |      |      |      |      |      |      |
|        |        |        |        |        |        |      |      |        |        |        |        | 黄衫女子 （應為楊過夫婦後人） |        |        |        |          |          |          |          |          |          |  |  |        |        |        |        |        |        |  |  |      |      |      |      |      |      |

- 祖父母：楊鐵心、包惜弱
- 繼祖父: 完顏洪烈
- 父親：楊康
- 母親：秦南琴（第一版）、穆念慈（第二、三版）
- 師承：妻子小龍女、母親穆念慈、義父歐陽鋒、黃藥師、招式洪七公、理論獨孤求敗、陪練神鵰、口訣黃蓉、皮毛趙志敬
- 義父：歐陽鋒
- 義妹：程英、陸無雙
- 東邪：黃藥師
- 南僧：一燈大師
- 北俠：郭靖
- 中頑童：周伯通
- 故事最后一回中，杨过被誉为西狂，为新五绝之一，与黄药师、一灯大师、周伯通、郭靖齐名。